# 柳仲郢
柳仲郢（？—864年），字谕蒙，京兆府华原县（今陕西省铜川市耀州区东南）人，祖籍河东郡解县（今山西省运城市临猗县），唐朝官员。
柳公綽之子。幼年好學，其母韓氏（韓皋之女）乃以熊膽製成藥丸，使他夜晚讀書時咀嚼，以苦提神，方能在夜裡看書能看更久。元和十三年（818年）中進士，任校書郎。得牛僧孺賞識，入為監察御史，遷侍御史、吏部郎中、諫議大夫。會昌五年（845年）李德裕奏辟任京兆尹。李德裕罷相後，柳仲郢左遷為鄭州刺史，後擢為河南尹。
大中五年（851年）調任梓州刺史、劍南東川節度使，聘任李商隱為節度掌書記。大中九年（855年）召為兵部侍郎，充諸道鹽鐵轉運使。大中十二年（858年）改任兵部尚書，加授金紫光祿大夫。大中十三年（859年）出任興元尹、山南西道節度使。大中十四年（860年）因杖殺南鄭縣令權奕，被罷節度使，以太子賓客，分司東都。咸通五年（864年）任鄆州刺史，官至天平軍節度使，卒於鄆州。好手抄六經，又抄司馬遷、班固、范曄的史書，家藏書萬卷。曾為其妹撰并書墓誌銘。
娶韋貫之女。有子柳璞、柳珪、柳璧、柳玭。